# Seegefecht am Kap Finisterre
Das Seegefecht am Kap Finisterre (englisch: Action of 20 October 1778, französisch: Combat du cap Finisterre) war ein Gefecht zwischen zwei britischen Kriegsschiffen und einem französischen Linienschiff am 20. Oktober 1778 am Kap Finisterre.

## Hintergrund
Großbritannien befand sich seit April 1775 im Konflikt mit seinen nordamerikanischen Kolonien (Amerikanischer Unabhängigkeitskrieg). Frankreich hatte im so genannten Franzosen- und Indianerkrieg (1754–1763) den Verlust seiner nordamerikanischen Kolonien gegen die Briten hinnehmen müssen und war daher willens diesen zu schaden, daher unterstütze man die amerikanischen Revolutionäre (siehe Benjamin Franklin) und erklärte Großbritannien im April 1778 den Krieg (Anglo-Französischer Krieg). Erste Kampfhandlungen waren das Seegefecht am 17. Juni 1778 und die Seeschlacht bei Ouessant im Juli 1778 zwischen britischen und französischen Flotteneinheiten.

## Gefecht
Am 20. Oktober 1778 trafen das britische Linienschiff Jupiter (50 Kanonen), unter dem Kommando von Francis Reynolds, und die Fregatte Medea (28 Kanonen), unter dem Kommando von James Montagu, bei Kap Finisterre auf das französische Linienschiff Triton (64 Kanonen), unter dem Kommando von Gaspard de Ligondès. Die beiden britischen Schiffe griffen das einzeln fahrende französische Linienschiff an und konnten sich gegen 17 Uhr beidseitig von diesem positionieren. Bei Einbruch der Dunkelheit eröffneten die britischen Schiffe das Feuer. Die Triton erwiderte dies und es gelang ihr nach 30 Minuten der Medea einen Treffer unter der Wasserlinie beizubringen, wodurch diese aus dem Gefecht ausschied. Nach weiteren 30 Minuten wurde der französische Kommandant de Ligondès verletzt und musste das Kommando an Lieutenant Joachim de Roquart abgeben. Das Gefecht dauerte weitere zwei Stunden und wurde abgebrochen, nachdem das Wetter und die Dunkelheit ein weiterkämpfen nicht zuließen.

## Nachwirkungen
Auf britischer Seite gab es insgesamt vier Tote und zehn Verwundete (Jupiter: drei Tote und sieben Verwundete, Medea: ein Toter und drei Verwundete). Die französischen Verluste beliefen sich auf 13 Tote und 20 Verwundete, darunter Kapitän de Ligondès, der am 26. Januar 1779 in Brest auf Grund der erlittenen Verletzungen verstarb.